# San Lorenzo de Tábara
San Lorenzo de Tábara o simplemente barrio de San Lorenzo o San Lorenzo, fue un concejo y ahora barrio del municipio de Tábara, provincia de Zamora, España.
Hace siglos fue concejo autónomo, posteriormente arrabal judío y en la actualidad es un barrio del municipio de Tábara en un continuo urbano totalmente integrado en el mismo.

## Historia
Referenciado en documentos históricos como concejo de San Lorenzo de Tábara. Con el marquesado de Tábara pasaría a ser arrabal de San Lorenzo, perteneciente a la villa de Tábara. Dentro del conjunto patrimonial tabarés se encuentra San Lorenzo aporta un antiguo legado judío que queda atestiguado con la conservación de antiguos dinteles que mantienen sus inscripciones y la ermita de San Lorenzo en ruinas pero que conserva su espadaña en milagroso buen estado.

## Ermita de San Lorenzo
La ermita de San Lorenzo fue el centro religioso del concejo de San Lorenzo en la Edad Media. Actualmente se encuentra en ruinas pero mantiene una pared de su antigua estructura original y la espadaña construida en mampostería de piedra del oeste zamorano. La ermita cayó en abandono y se construyó una iglesia con el mismo nombre pero en otro emplazamiento del barrio.

## Iglesia de San Lorenzo
El barrio de San Lorenzo cuenta con una iglesia del mismo nombre situada en la plaza del mismo nombre. Cada 20 de enero, la iglesia honra a sus mártires Lorenzo de Roma y Fabián. Además celebra la festividad de San Antón para bendecir a sus animales, una tradición ancestral que reúne a todo el barrio.

## San Lorenzo en la actualidad
El barrio cuenta con una asociación sin ánimo de lucro, la ACD San Lorenzo, que mantiene con dinamismo actividades sociales así como la organización de las fiestas patronales del barrio en honor a San Lorenzo, celebradas los 10 de agosto de cada año.